# 面白い恋人
面白い恋人（おもしろいこいびと）は、関西土産として売られている菓子である。発売元は旧よしもとクリエイティブ・エージェンシー、販売者はサンタプラネット。

## 概要
石屋製菓が販売する「白い恋人」の商品名とパッケージを模倣した製品 で、みたらし味のゴーフレットである。2010年7月19日に発売を開始した。
大阪土産として販売されており、なんばグランド花月の売店や新大阪駅、伊丹・関西空港、また大阪府外の神戸空港などの土産物売り場で販売されている。

## 販売差止訴訟
2011年11月28日、石屋製菓は、吉本興業、よしもとクリエイティブ・エージェンシー、サンタプラネットの3社に対し、商標権侵害および不正競争防止法を根拠とする商品の販売禁止および破棄を求める訴訟を札幌地方裁判所に提訴した。
石屋製菓は提訴に当たり、都内で白い恋人と間違って面白い恋人を購入したという顧客から数件の苦情が寄せられたことを明かした。
吉本興業は「面白い恋人」を商標登録するため特許庁に商標出願を行った結果、2011年2月に白い恋人と「同一」であるため認められないという査定が行われた。
販売元であるよしもとクリエイティブ・エージェンシーは、上記の査定および提訴の後に販売を続けている際に、大阪府、京都府、兵庫県の主要駅を中心とした販売店において当該製品の在庫をすべて販売したことが短期間に連続し、また販売個数が提訴が行われる前に比して約8倍である1日約800個となっていたことを表明した。これについて同社の広報担当者は「なぜこんなに売れているのかわからない。複雑な心境」と述べている。
石屋製菓は「面白い恋人」の総販売額および関連する額を確定させ、損害賠償を請求することを明らかにしており、2012年1月25日、1億2千万円の損害賠償を請求した。
2013年2月13日、石屋製菓と吉本興業の間で和解が成立し、吉本興業は「面白い恋人」のパッケージ図柄を変更し、販売を関西6府県（滋賀県・京都府・大阪府・奈良県・兵庫県・和歌山県）に限ることとなった。また、石屋製菓に対する賠償金は支払われなかった。
なお、石屋製菓と吉本興業は2019年に「Laugh&Sweets ゆきどけ」を同年9月20日より大丸心斎橋店の「イシヤ心斎橋」（現・ISHIYA G 大丸心斎橋店）で発売すると発表した。